# لوئیس ده آگوستینی
لوئیس ده آگوستینی (لویس ألیخاندر روبین دی أغوستینی فاریلا‎؛ زادهٔ ۵ آوریل ۱۹۷۶) بازیکن فوتبال اهل اروگوئه-لیبی بود.
از باشگاه‌هایی که در آن بازی کرده‌است می‌توان به باشگاه فوتبال لیورپول (مونته‌ویدئو) و باشگاه فوتبال پنیارول اشاره کرد.
وی همچنین در تیم ملی فوتبال لیبی بازی کرده‌است.